# Nagy Béla (sportújságíró)
Nagy Béla (Jászberény, 1944. május 6. – ?, 2006. március 26.) magyar sportújságíró, Fradi-történész.

## Pályafutása
Civil foglalkozását tekintve pincér volt. Dolgozott egyebek mellett a budapesti Mátyás-pince étteremben. Már gyerekkora óta archív fotókat, mezeket, meccslabdákat, trófeákat és egyéb, a csapattal kapcsolatos ereklyéket gyűjtött, s egyúttal féltő gonddal őrizte is ezeket.
1969-ben a Ferencvárosi Torna Club 70. születésnapja tiszteletére Nagy Béla kiállítást rendezett. A kiállítást követően alkalmazásba került mint propagandista. Egymás után jelentek meg a Fradiról szóló füzetek, könyvek, albumok. Munkássága alapján Ő lett az FTC Krónikása. 
1985. december 3-án, a labdarúgó szakosztály 85. születésnapjára alapította a Fradi Futballmúzeumot. A múzeum gyűjteménye több mint 2000 ereklyéből áll.

## Írásai
106, az FTC-ről írt könyvnek volt szerzője, társszerzője, szerkesztője. Ez évente kb. 3 kiadványt jelentett.

## Szakmai sikerek
Halálát követően, emlékezve munkásságára a múzeumot Nagy Béla Fradi Múzeum névre keresztelték. A 100%Fradi című lap tiszteletbeli szerkesztője volt.

## Díjai, elismerései
- Ferencvárosért emlékérem (1999)